# Praha 14
Praha 14 je od roku 1994 městská část hlavního města Prahy. Nachází se na severovýchodě města na území městského obvodu Praha 9. Zahrnuje asi dvě třetiny katastrálního území Hloubětína a celá katastrální území Kyje, Černý Most a Hostavice.
V rámci správního obvodu Praha 14 vykonává městská část některé přenesené působnosti i pro území městské části Praha-Dolní Počernice.

## Přírodní podmínky
Území je členité a odděluje jednotlivé čtvrtě. Od západu na východ územím prochází z velké části zalesněný hřeben, rozděluje katastr Hloubětína na dvě části, přes Lehovec pokračuje do lokality Hutě (severní část katastru Kyje). Nadmořská výška se pohybuje od 210 (údolí Rokytky) do 287 m n. m. (nejvyšší část hřebenu Tábor-Čihadla). Jižní část městské části se rozkládá na obou březích Rokytky. Významnou vodní plochou je Kyjský rybník. Na jihozápad od něj jsou výrazné antropogenní terénní prvky, navážky z výstavby sídliště Černý Most.
Na území městské části se nalézají chráněná území: přírodní památky Pražský zlom, Cihelna v Bažantnici, V Pískovně, přírodní park Klánovice-Čihadla a také 3 památné stromy.

## Historie
Městská část Praha 14 vznikla 18. listopadu 1994 při rozsáhlé změně administrativního uspořádání města na základě usnesení Zastupitelstva hl. m. Prahy č. 41/14 z 23. června 1994, a to transformací městské části Praha-Kyje a jejím rozšířením o část území dosavadní městské části Praha 9, zejména východní část Hloubětína. Od svého vzniku se úřad městské části soustředil kromě konsolidace vlastní činnosti především na dobudování chybějící obslužné a technické infrastruktury na postupně budovaném sídlišti Černý Most II a také na údržbu a modernizaci infrastruktury v ostatních čtvrtích. Významným úkolem byla také privatizace bytového fondu. Na rozvoj městské části měla také vliv výstavba některých dopravních staveb, zejména úseku metra Českomoravská-Černý Most a Štěrboholské radiály. V posledních pěti letech se na území městské části realizovaly projekty podpořené ze strukturálních fondů Evropské unie, např. rekonstrukce Broumarské ulice, které zdejší prostředí dále zlepšily.
Datum vzniku si obyvatelé připomínají akcí „14 km kolem Prahy 14“, která se koná každý rok o některém z listopadových víkendů.

### Významné události
- 1994 vznik městské části
- 1996 dokončena poliklinika "Parník" na Černém Mostě
- 1997 otevřeno nákupní centrum Černý Most (CČM), tehdy největší svého druhu v ČR; získání znaku a praporu
- 1998 zprovoznění trasy metra IV.B, otevřeny stanice Rajská zahrada a Černý most
- 1999 dodatečně otevřena stanice metra Hloubětín
- 2000 uvedení do provozu Štěrboholské radiály, snížení objemu tranzitní dopravy ulicemi Poděbradská a Kolbenova; otevření zábavního centra s multikinem
- 2005 zprovoznění prvního babyboxu v České republice na soukromé klinice v hloubětínském zámečku
- 2007 otevřena Naučná stezka kolem Prahy 14

## Znak a vlajka
Znak a vlajku udělil městské části předseda Poslanecké sněmovny rozhodnutím ze dne 27. ledna 1997.
Znak
Polcený štít. V jeho červeném poli na pravé straně je stylizovaný pohled na západní průčelí věže kyjského tribunového kostela sv. Bartoloměje. Věž je stříbrná, kvádrovaná, hranolová se zlatou valbovou střechou zakončenou dvěma malými zlatými makovicemi. V předsunuté ohradní zdi s vystupujícím portálem před věží jsou dřevěné dveře přirozených barev. Nad nimi na vrcholu zídky stojí zlatý kříž. Věž je prolomena v prvním patře jedním, ve druhém a třetím čtyřmi románskými okny zmenšujícími se od prvního patra ke třetímu. V levém poli je znak Rytířského Řádu Křižovníků s červenou hvězdou - červený osmihrotý maltézský kříž nad šestipaprsčitou hvězdou v černém poli.
Vlajka
Vlajka se skládá ze tří barevných pruhů stejné šíře. Horní pruh - barva žlutá - nahrazuje zlatou barvu střechy kyjského románského kostela na pravé straně znaku. Střední pruh - barva černá - barvy znaku Řádu Křižovníků, který je na levé straně znaku. Dolní pruh - barva červená. Poměr stran je 2:1.

## Obyvatelstvo
| rok                 | 1994   | 1995   | 1996   | 1997   | 1998   | 1999   | 2000   | 2001   | 2002   | 2003   | 2004   | 2005   | 2006   | 2007   | 2008   |
| ------------------- | ------ | ------ | ------ | ------ | ------ | ------ | ------ | ------ | ------ | ------ | ------ | ------ | ------ | ------ | ------ |
| Černý Most          |        |        |        |        |        |        |        | 19 692 | 20 584 | 21 420 | 22 285 | 22 875 | 23 296 | 23 985 | 24 389 |
| Hloubětín           |        |        |        |        |        |        |        | 10 238 | 10 214 | 10 310 | 10 280 | 10 279 | 10 259 | 10 473 | 10 543 |
| Hostavice           |        |        |        |        |        |        |        | 1 240  | 1 258  | 1 279  | 1 312  | 1 479  | 1 644  | 1 675  | 1 703  |
| Kyje                | 1457   |        |        |        |        |        |        | 6 241  | 6 314  | 6 520  | 6 697  | 7 008  | 7 145  | 7 647  | 8 004  |
| celkem              | 31 725 | 32 976 | 33 992 | 34 789 | 35 502 | 36 258 | 37 188 | 37 411 | 38 370 | 39 529 | 40 574 | 41 641 | 42 341 | 43 780 | 44 639 |
| přirozený přírůstek |        |        |        | 54     | 67     | 105    | 146    | 170    | 130    | 156    | 192    | 227    | 264    | 225    | 319    |
| saldo migrace       |        |        |        | 638    | 646    | 651    | 784    | 649    | 829    | 1003   | 853    | 840    | 436    | 1214   | 540    |

Zdroj:
Pozn. V případě katastrálního území Hloubětín je započítáno pouze obyvatelstvo bydlící v části náležející k Praze 14.

## Významné stavby
historické

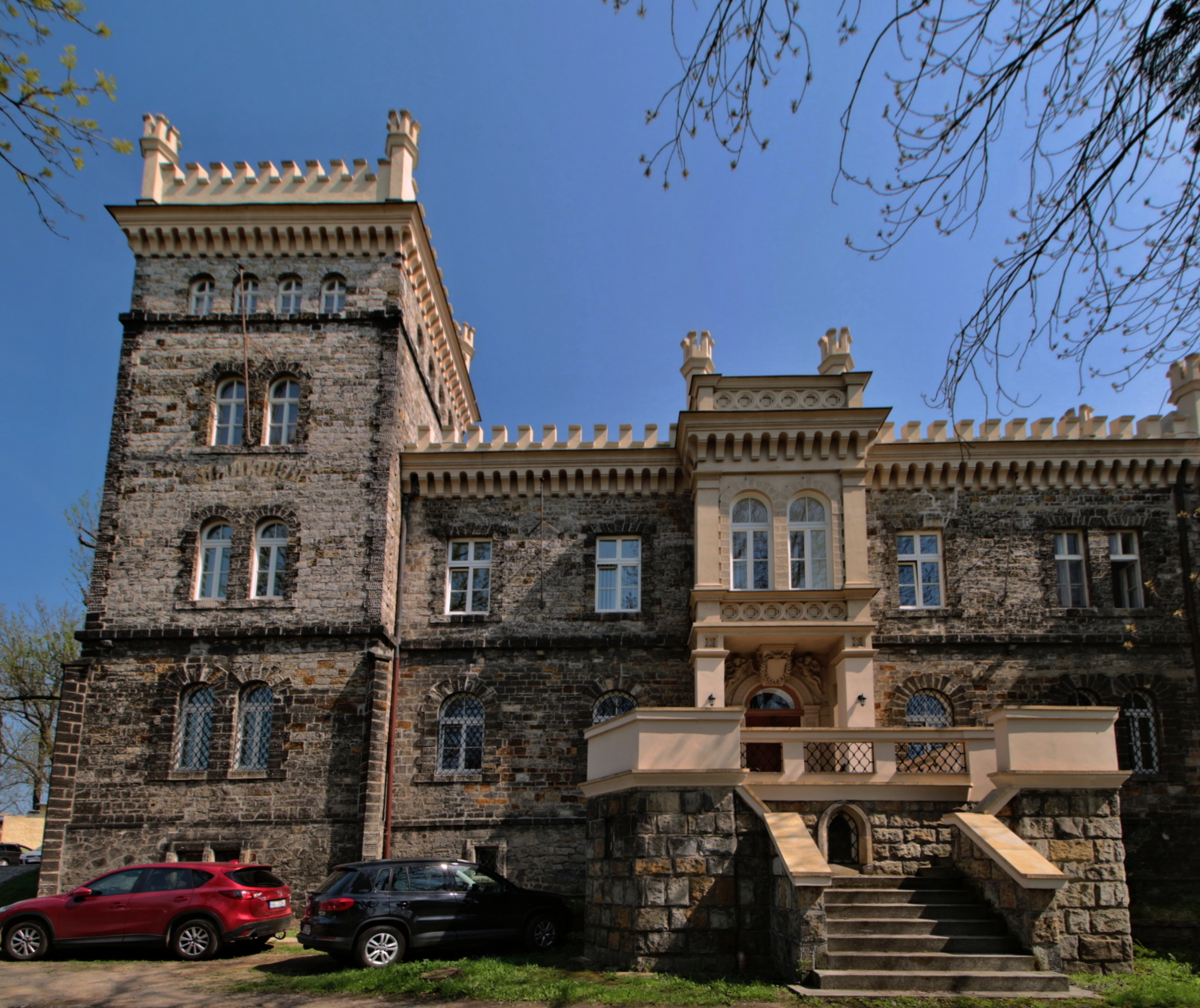
Hloubětínský zámeček

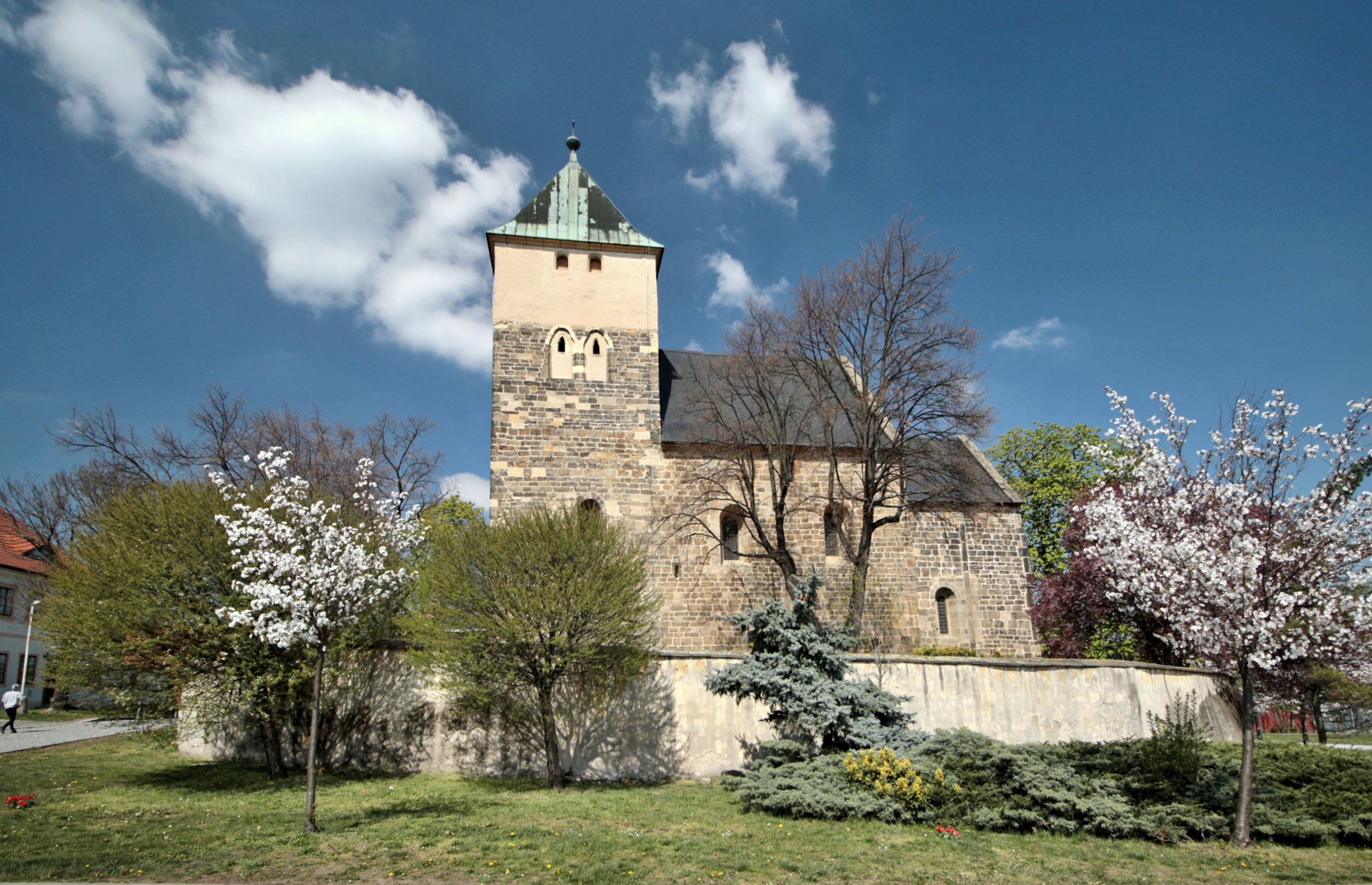
Kostel sv. Bartoloměje v Kyjích

- kostel sv. Bartoloměje v Kyjích (okolo 1230)
- kostel sv. Jiří v Hloubětíně (1257)
- Hloubětínský zámeček (přestavbou vily z roku 1873)
- zámeček v Hostavicích (2. poloviny 19. století)

novodobé
- silniční most Průmyslová-Hloubětín
- Most metra Rajská zahrada-Černý Most
- Centrum Černý Most

### Cyklistická infrastruktura
Praha 14 disponuje mnoha kilometry značených páteřních cyklotras, které Praha 14 nechala zakreslit do map.

## Služby a volný čas

### Školy
Na území městské části se nachází 10 mateřských škol (plus 2 další odloučená pracoviště), osm základních škol, šest středních škol a jedna soukromá vysoká škola a také speciální pracoviště Univerzity Karlovy.
- mateřské školy
  - MŠ Paculova 1115/12, Černý Most
  - MŠ "Korálek" Bobkova 766, Černý Most
  - MŠ "Sluníčko" Gen. Janouška 1005, Černý Most
  - MŠ "Obláček" Šebelova 874, Černý Most
  - MŠ Vybíralova 968/4, Černý Most
  - MŠ Vybíralova 967/6, Černý Most
  - MŠ Chvaletická 917/1, Hloubětín
  - MŠ Štolmířská 602/4, Hloubětín
  - Odloučené pracoviště MŠ Štolmířská, MŠ Šestajovická 253/17, Hloubětín
  - MŠ Zelenečská 500, Hloubětín
  - MŠ Kostlivého 1218, Kyje
  - Odloučené pracoviště MŠ Kostlivého, MŠ Osická 454, Kyje

- základní školy
  - ZŠ Bratří Venclíků 1140, Černý Most
  - ZŠ Gen. Janouška 1006, Černý Most
  - ZŠ Vybíralova 964, Černý Most
  - ZUŠ Gen. Janouška 1060 (pobočka Černý Most)
  - ZŠ Hloubětínská 700, Hloubětín
  - ZŠ Chvaletická 918, Hloubětín
  - Speciální škola Mochovská - Tolerance, Mochovská 570, Hloubětín
  - ZŠ Šimanovská 16, Kyje

- střední školy
  - Soukromé gymnázium ARCUS, Bratří Venclíků 1140, Černý Most
  - detašované pracoviště Gymnázia Praha 9 Chodovická 2250 v Horních Počernicích, Vybíralova, Černý Most
  - soukromé Česko-italské gymnázium, Sadská 530, Hloubětín
  - Střední škola cestov. ruchu ARCUS, s.r.o., Kardašovská 691, Hloubětín
  - Střední odborné učiliště gastronomie a podnikání, Za Černým mostem 362/3, Hloubětín
  - Soukromá střední odborná škola START, Chvaletická 918, Hloubětín

- vysoké školy
  - Vysoká škola tělesné výchovy a sportu PALESTRA s.r.o. (soukromá neuniverzitní vysoká škola), Pilská 9, Hostavice

- jiné
  - Ústav profesního rozvoje pracovníků ve školství při Pedagogické fakultě UK, Hloubětínská 26, Hloubětín
  - Ústav jazykové a odborné přípravy Univerzity Karlovy, Hloubětínská 26, Hloubětín

### Zdravotnictví

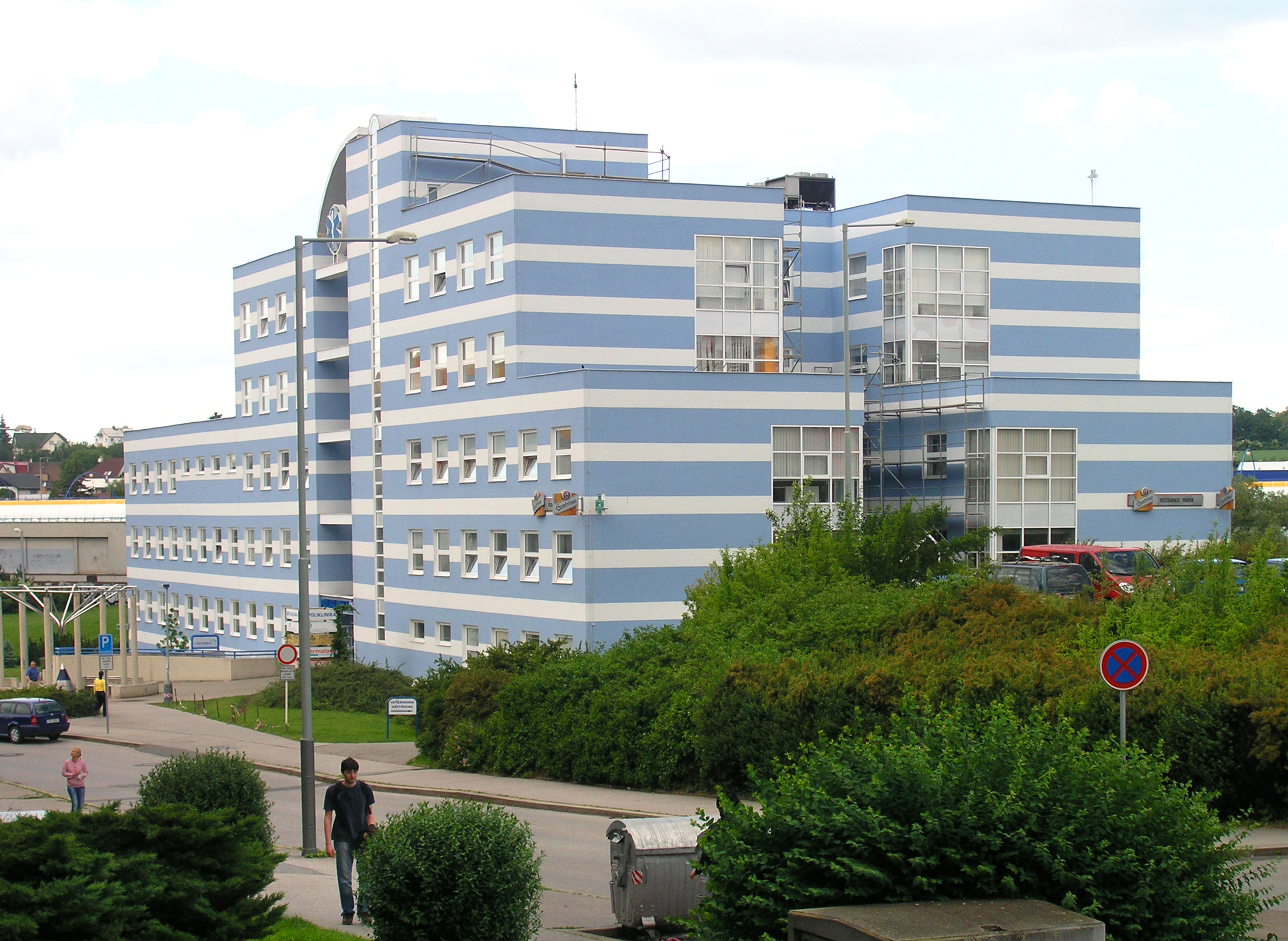
Poliklinika „Parník“

Na území Prahy 14 se nacházejí 4 větší zdravotnická zařízení, poliklinika Černý Most („Parník“), poliklinika Bioregena Kyje, poliklinika Hloubětín a klinika asistované reprodukce GynCentrum v Hloubětíně, kde byl v roce 2005 zprovozněn první babybox v České republice. Vedle nich zde působí řada soukromých ordinací. Je zde také osm lékáren.

### Kultura
Mezi pravidelné kulturní akce patří:
- Svatojiřská pouť v Hloubětíně
- Bartolomějská pouť v Kyjích
- pochod 14 km kolem Prahy 14

Obyvatelé Prahy 14 mají k dispozici dvě pobočky městské knihovny, v Hloubětíně a na Černém Mostě (od roku 1998). V prosinci 2000 bylo otevřeno zábavní centrum s multikinem. V roce 2001 byla otevřena obřadní síň.

### Sport a volný čas
V Praze 14 působí řada sportovních a zájmových organizací. K dispozici je krytý i venkovní plavecký bazén v Hloubětíně s mírně slanou vodou a řada volně přístupných sportovišť. Působí zde skautské a turistické oddíly.

### Ubytování
Ubytovací kapacity nabízí 11 zařízení různé velikosti a rozsahu poskytovaných služeb.

## Obchody
Centrum Černý Most bylo otevřeno 30. listopadu 1997 po rekordně krátké výstavbě (zahájena v listopadu 1996) coby největší svého druhu v České republice. Nabídlo asi 2000 pracovních míst. V jeho okolí postupně vyrostla další obchodní centra, např. Makro, Hornbach, Sconto, IKEA, Siko a největší obchodní centrum v ČR Centrum Černý Most

## Průmysl a ekonomika
Ač Praha 14 není významnou průmyslovou oblastí, jsou zde čtyři větší průmyslové závody: Pragolaktos (výroba mléčných nápojů), Coca-Cola balírny nápojů, Linde Technoplyn (výroba zvláštních technických plynů) a Tesla (výroba elektronických zařízení). Těžištěm místní ekonomiky jsou služby.

## Politické prostředí
Po prvních komunálních volbách do zastupitelstva MČ Prahy 14 mělo zastupitelstvo 29 členů. Od roku 1998 je zastupitelů 31.

### Složení zastupitelstva
- 1994: ODS 13, ODA+KDU-ČSL+KDS 8, ČSSD 3, KSČM 4, DEU
- 1998: ODS 13, US+ODA 8, ČSSD 7, KSČM 3
- 2002: ODS 13, ČSSD 5, Demokraté J. Kasla 5, KSČM 3, SNK 3, KDU-ČSL 2
- 2006: ODS 19, ČSSD 4, bez p. p. 3, SZ 2, KSČM 1, SNK-ED 1 a KDU-ČSL 1.
- 2010: TOP09 9, ODS 9, ČSSD 7, SZ 2, VV 2, bezpartijní 2, KSČM 1
- 2014: ANO 2011 9, TOP09 7, ČSSD 4, ODS 3, SZ+Piráti 3, KSČM 2, Konzervativní aliance 2014 2, Pro Prahu+KDU-ČSL 1
- 2018: TOP09+STAN+KDU-ČSL 11, ANO 6, Piráti 5, ODS 5, NN14 4

### Starostové Prahy 14
1. Ing. Miroslav Froněk (listopad 1994 – leden 1996)
2. Mgr. Petr Reček (leden 1996 – červen 1998)
3. Ing. Miroslav Skala (červen 1998 – listopad 1998)
4. Ing. Miroslav Froněk (listopad 1998 – listopad 2010)
5. Mgr. Radek Vondra (TOP 09, listopad 2010 – červen 2021)
6. Jiří Zajac (ODS, červen 2021 – současnost)